# Elinor Remick Warren
Elinor Remick Warren (23 de febrero de 1900, Los Ángeles – 27 de abril de 1991, Los Ángeles) fue una compositora y pianista estadounidense de música clásica contemporánea. Fue una compositora prolífica y una pianista muy solicitada. Su obra era muy solicitada y se le considera como una de las compositoras más interpretadas de Estados Unidos del siglo XX.

## Biografía
Su madre fue alumna de un pianista que, a su vez, fue pupilo de Franz Liszt. Fue ella quien le presentó a Elinor Warren la música académica. El padre de Warren era considerado un buen cantante aficionado que alguna vez había considerado cantar profesionalmente. Warren se formó como pianista con Kathryn Cocke durante la escuela secundaria y recibió clases de composición de Gertrude Ross a partir de su segundo año en la escuela secundaria. Una de sus primeras composiciones fue enviada a la editorial musical Schirmer y, a partir de esto, recibió su primer contrato para publicar con ellos antes de graduarse de la escuela secundaria. Entre la escuela secundaria y la universidad, Warren estudió piano con Harold Bauer y Leopold Godowsky. Después de asistir a Mills College durante un año, se mudó a Nueva York, donde estudió composición de manera privada con Frank La Forge y Clarence Dickinson, ambos conocidos por sus canciones artísticas. Warren se mantuvo como acompañante de cantantes y realizó una gira con la contralto Margaret Matzenauer.
El estilo de composición de Warren compuso era predominantemente neorromántico. Solicitada como pianista y compositora, fue dos veces solista de la Orquesta Filarmónica de Los Ángeles y realizó varias grabaciones como colaboradora de diversos cantantes. En la década de 1930, Warren comenzó a trabajar en composiciones de mayor escala, incluida su pieza The Harp Weaver, una obra para coro de mujeres, orquesta y barítono solista; y la pieza sinfónica The Passing of King Arthur (luego renombrada The Legend of King Arthur). En 1940, con el éxito de esta obra, dejó de interpretar para centrarse en la composición. Compuso activamente sobre temas de la naturaleza, especialmente inspirada en la del oeste estadounidense, así como en el misticismo. Warren pasó la mayor parte de su carrera como compositora en Los Ángeles, lo que fue considerado una elección inusual en ese momento, dado que se pensaba que Nueva York era el centro de la nueva música estadounidense. No obstante, sus obras fueron ampliamente interpretadas durante su vida.
Sus profesores de composición incluyeron a Olga Steeb, Paolo Gallico, Frank La Forge, Clarence Dickinson y Nadia Boulanger. Durante su vida escribió más de 200 composiciones. Muchas de sus obras han sido grabados por artistas y conjuntos como la Coral Roger Wagner, el barítono Thomas Hampson, la Orquesta Filarmónica de Oslo, la Orquesta Nacional Real de Escocia y la Orquesta de la BBC. La propia Warren grabó varias de sus obras para piano y piano-voz. Sus manuscritos y otros materiales se encuentran en la Biblioteca del Congreso en la Colección Elinor Remick Warren.
El 17 de junio de 1925 se casó con el Dr. Raymond Huntsberger en Los Ángeles; de quien se divorció cuatro años después. En 1936 se casó con el productor de cine Z. Wayne Griffin (1907 – 1981), con quien tuvo dos hijas y un hijo. Murió en su casa a la edad de 91 años.

## Obras principales
- The Fountain, symphonic sketch (original para piano, 1934 ; versión orquestal, 1939). 4'30
- The Legend of King Arthur, A Choral Symphony, para barítono, tenor, coro y orquesta sinfónica (incluye un Intermezzo orquestal) (1939–40 ; reversión 1974). 69'
- The Crystal Lake, poema sinfónico (1946). 9'30[8]
- Scherzo for orchestra (original para piano, 1937 ; versión orquestal, 1950). 3'
- Along the Western Shore, symphonic suite en tres movimientos (original para piano, 1946–47 ; versión orquestal, 1954). 12'[9]
- Suite for Orchestra en cuatro movimientos (1954 ; reversión, 1960). 21'[10]
- Symphony in One Movement (1970). 18'[11]

Gran parte de la producción de Warren consiste en obras corales y orquestales a gran escala.